# 马蒂亚斯·奥利韦拉
马蒂亚斯·奥利韦拉（西班牙語：Mathías Olivera，1997年10月31日—），乌拉圭男子足球运动员，現效力于意甲球隊拿坡里，司职后卫，亦为烏拉圭国家足球队成员。

## 俱樂部生涯
奥利韦拉出生于蒙得维的亚，是国民青训出身。经过青训系统的发展后，他在2016年2月13日首次亮相职业比赛，在客场3-0战胜河床的比赛中首发并被黄牌警告。
奥利韦拉在俱乐部只出场了一场比赛，就是2016年2月29日客场0-2负于科洛尼亚广场的比赛。同年12月，他被经纪人丹尼尔·丰塞卡买断，并被分配到圣卡洛斯雅典竞技俱乐部参加乌拉圭乙级联赛。
2017年7月，奥利韦拉通过了加拉塔萨雷的体检，但最终未能签约，随后返回乌拉圭。
2017年8月14日，奥利韦拉与西甲俱乐部赫塔费签订了一份为期六年的合同。 他在2018年4月21日的比赛中打进了他的首个职业进球，在1-0战胜埃瓦尔的比赛中打进了全场唯一进球。
2018年7月4日，西乙球队阿尔巴塞特宣布签下奥利韦拉，租期为一个赛季。他为俱乐部出场15次并打进一球，然后在2019年1月25日被赫塔费提前召回。
2022年5月26日，意大利意甲俱乐部那不勒斯宣布签下奥利韦拉，合同期为三年。

## 国家队生涯
奥利韦拉曾是乌拉圭青年国家队成员。他是乌拉圭U20国家足球队的一员，随队赢得了2017年南美U20青年锦标赛冠军，并在2017年国际足联U20世界杯上获得第四名。
2022年1月7日，奥利韦拉被列入乌拉圭对阵巴拉圭和委内瑞拉的2022年世界杯预选赛的50人初选名单。 他于2022年1月27日首次代表成年国家队出场，在1比0战胜巴拉圭的比赛中亮相。 他于2023年10月12日在2026年世界杯预选赛对阵哥伦比亚的比赛中打进了他的首个国家队进球，比赛最终以2比2战平。
2024年6月，奥利韦拉被征召代表乌拉圭参加2024年美洲杯。 在小组赛最后一场对阵美国的比赛中，他打进了全场唯一进球，帮助球队1比0获胜。

## 榮譽
拿玻里
- 意甲冠軍：2022–23[16]、2024–25[17]